# Ethel Percy Andrus
Ethel Percy Andrus (San Francisco, 21 settembre 1884 – Long Beach, 13 luglio 1967) è stata una docente statunitense di lungo corso e la prima donna preside di scuola superiore in California. È stata anche un'attivista per i diritti degli anziani e la fondatrice dell'AARP nel 1958.
Nel 1993, è stata inserita nella National Women's Hall of Fame. Nel 1995 è stata nominata Honoree del Mese della Storia delle Donne dal National Women's History Project.

## Primi anni di vita e formazione
Ethel Andrus ha ottenuto una laurea in filosofia presso l'Università di Chicago nel 1903 e una laurea in scienze presso il Lewis Institute, ora Illinois Institute of Technology, nel 1918. Ha poi conseguito il master e il dottorato presso la University of Southern California, rispettivamente nel 1928 e nel 1930.

## Carriera
Mentre insegnava all'Istituto Lewis, ha svolto attività di volontariato presso la Hull House di Jane Addams.
La Andrus ha fondato un'organizzazione separata, la National Retired Teachers Association (NRTA) nel 1947. Si era resa conto che gli insegnanti in pensione vivevano con pensioni molto basse, spesso senza assicurazione sanitaria. Si rivolse a più di 30 aziende per offrire un'assicurazione sanitaria agli insegnanti in pensione, prima di trovare qualcuno disposto a rischiare con i membri della NRTA nel 1956. L'organizzazione ha ampliato l'adesione a tutti i pensionati ed è diventata AARP nel 1958.
Nel 1954 si è trasferita a Ojai, in California, per avviare il Grey Gables of Ojai, una comunità di pensionati sponsorizzata dalla NRTA. Ha gestito sia la NRTA che l'AARP dai suoi uffici a Ojai fino al 1964, quando ha trasferito la sede amministrativa dell'AARP a Long Beach. Fu proprio mentre viveva a Ojai che fondò l'AARP nel 1958. La NRTA è una divisione di AARP e serve come comunità di educatori.

## Morte ed eredità
La Andrus è morta il 13 luglio 1967 a Long Beach, California, ed è sepolta all'Ivy Lawn Memorial Park di Ventura, California.
Il Centro di Gerontologia Ethel Percy Andrus porta il suo nome presso la Scuola di Gerontologia Leonard Davis della University of Southern California, la più antica e grande scuola professionale di gerontologia esistente.
Tra i molti successi della Andrus c'è un periodo come membro della facoltà presso l'Istituto Lewis di Chicago, predecessore dell'Illinois Institute of Technology, ed è stata la prima donna preside di una grande scuola superiore urbana nello Stato della California, presso la Abraham Lincoln High School di Los Angeles. È stata inserita nella National Women's Hall of Fame nel 1993. Il Monumento Nazionale Extra Mile a Washington, ha scelto lei come uno dei suoi 37 premiati. L'Extra Mile rende omaggio agli americani come la Andrus che hanno messo da parte i propri interessi personali per aiutare gli altri e hanno portato con successo un cambiamento sociale positivo negli Stati Uniti.